# GE 1-C+C-1 (CPEF)
GE 1-C+C-1 (заводское обозначение — 147T, также иногда обозначаются как серия 420) — электровозы постоянного тока типа 1-30+30−1 (по классификации AAR — 1-C+C-1) и с часовой мощностью 2500 л. с. (1839 кВт), выпущенные в 1927—1929 годы для бразильской железнодорожной компании Companhia Paulista de Estradas de Ferro (CPEF) американской General Electric (GE, электрооборудование) совместно с American Locomotive Company (ALCO, механическая часть).
Из-за своих больших размеров (длина более 18 метров) получили в Бразилии прозвище Quadradona (с порт. — «Жирдяй»). В 1971 году, после присоединения CPEF к Ferrovia Paulista S/A (Fepasa), локомотивы перешли в парк последней и были перенумерованы. Эксплуатировались они до середины 1982 года.
Бразильские электровозы типа 1-C+C-1 стали прототипами электровозов серии С10, поставленных фирмой General Electric на советские железные дороги.

## Данные по электровозам
| Заводской номер | Номер CPEF | Номер Fepasa | Дата выпуска | Дата списания                             |
| --------------- | ---------- | ------------ | ------------ | ----------------------------------------- |
| 10369           | 226 / 420  | 6421         | декабрь 1927 | Продан на металлолом 2 апреля 1977 года   |
| 10370           | 227 / 421  | 6422         | декабрь 1927 | Продан на металлолом 10 октября 1983 года |
| 10371           | 228 / 422  | 6423         | декабрь 1927 | Продан на металлолом 2 апреля 1977 года   |
| 10619           | 229 / 423  | 6424         | октябрь 1928 | Продан на металлолом 10 октября 1983 года |
| 10642           | 230 / 424  | 6425         | октябрь 1928 | Продан на металлолом 10 октября 1983 года |
| 10927           | 420 / 425  | 6426         | ноябрь 1929  | Продан на металлолом 10 октября 1983 года |
| 10928           | 421 / 426  | 6427         | ноябрь 1929  | Продан на металлолом 10 октября 1983 года |
| 10929           | 422 / 427  | 6428         | ноябрь 1929  | Продан на металлолом 10 октября 1983 года |
| 10930           | 423 / 428  | 6429         | ноябрь 1929  | Продан на металлолом 2 апреля 1977 года   |